# Krelikiejmy

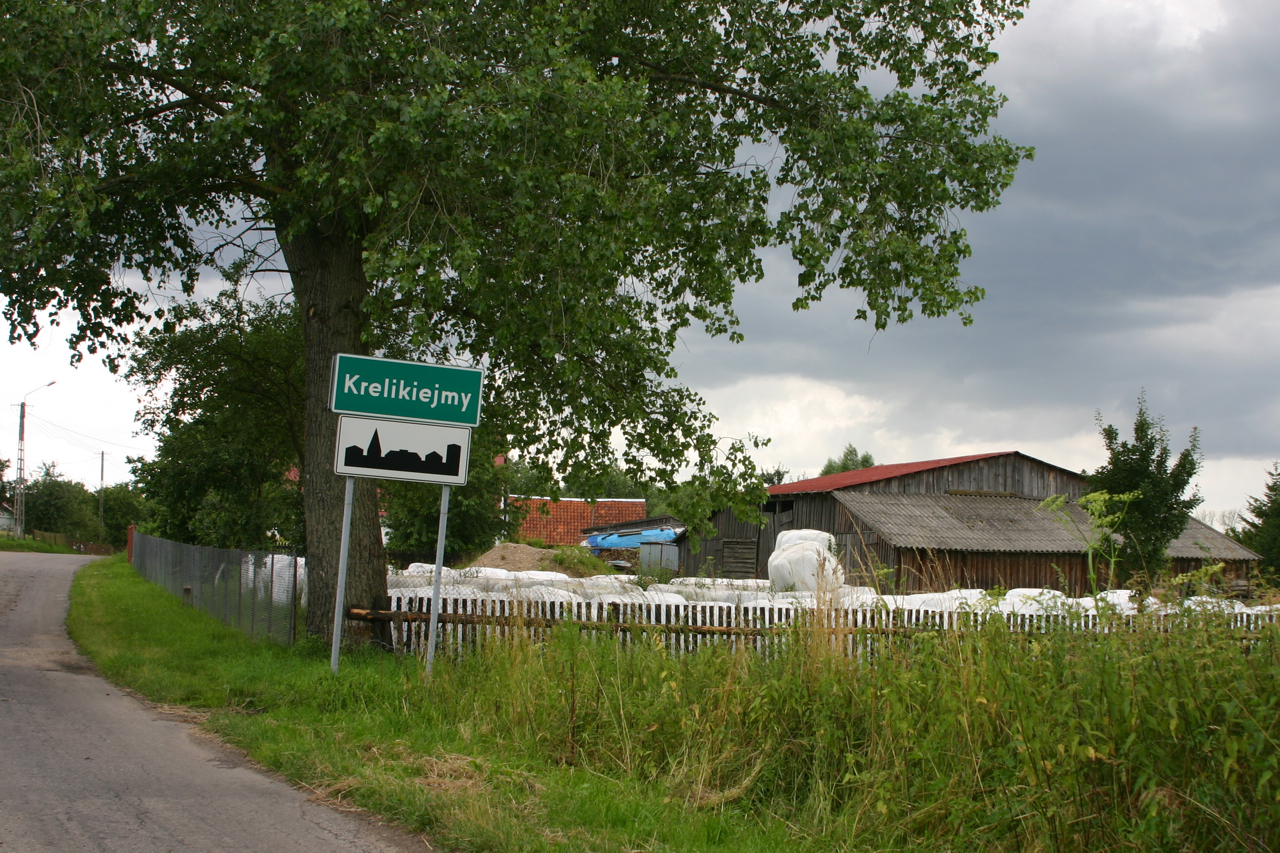
Ortseinfahrt Krelikiejmy (2009)

Krelikiejmy (deutsch Kröligkeim) ist ein Dorf in Polen in der Woiwodschaft Ermland-Masuren, das zur Gemeinde Barciany (Barten) im Powiat Kętrzyński (Kreis Rastenburg) gehört.

## Geographische Lage
Das Dorf Krelikiejmy liegt etwa neun Kilometer südlich der Staatsgrenze Polens zur russischen Oblast Kaliningrad. Die einstige Kreisstadt Gerdauen (russisch Schelesnodoroschny) liegt 14 Kilometer nordöstlich, die heutige Kreismetropole Kętrzyn (deutsch Rastenburg) 22 Kilometer südöstlich.

## Geschichte

### Ortsgeschichte
Die erste urkundliche Erwähnung des Dorfes stammt aus dem Jahr 1374 wo es Erwähnung in einer Handfeste findet und die Anlage des Dorfes nach Kulmer Recht verbrieft ist. An der Stelle des Dorfes bestand bereits ein pruzzisches Dorf, von welchem auch der Name übernommen wurde. Vermutlich waren die umliegenden Felder aber bereits sein einiger Zeit wüst, da die Siedler elf Jahre von Abgabenlasten befreit wurden. Zum Dorf gehörten 54 Hufe Land, davon zehn Hufe Wald. Zum Eigenbedarf durften die Einwohner fischen. Am 29. Juni 1390 wurde dem Dorf vom Komtur von Balga Arnoldt von Bürgk eine weitere Wiese zwischen Köligkeim in Lebenstein (später Löwenstein, heute Lwowiec) von einem Hufen Größe erweitert. Weitere 19 Morgen Wiesen wurden dem Dorf vom Komtur von Balga Conradt von Kiburg am 24. Mai 1392 verliehen. 1437 gab es im Dorf zwei Schenken.
Der Hochmeister des Deutschen Ordens Heinrich Reuß von Plauen überließ 1468 Niklas von Kelitten für die Zeit seines Lebens alle Einkünfte aus dem Dorf. Dafür musste von Kelitten bei Bedarf des Ordens einen berittenen Krieger stellen. Am 21. März 1489 verlieh Hans von Tiefen Kröligkeim weitere sieben Hufe des Dorfes Perdekeim welche nur als Allgemeingut genutzt werden durften. 1543 war ein Oberst Wolf von Kreytzen Besitzer von Kröligkeim, er hatte das Gut als Pfand für 40.000 Mark, welche er dem Großen Kurfürsten geliehen hatte, erhalten. 1738/39 wurde in Kröligkeim eine Volksschule gegründet, da nun die Principia regulativa für ganz Preußen galt und eine Schulpflicht festsetzte.
1924 wurde eine gepflasterte Straße in Richtung Skandau (Skandawa) gebaut, endete aber an der Flurgrenze etwa 360 Meter von Sillginnen (Silginy) von wo es eine befestigte Straße nach Skandau gab.
Während des Ersten Weltkrieges wurde Kröligkeim von russischen Truppen besetzt, die zuvor geflohenen Bevölkerung kehrte in ihre Häuser zurück. Gewaltakte der Besetzer blieben weitgehend aus, nach etwa vier Wochen mussten die Russen sich zurückziehen. Beim Rückzug wurden zwei deutsche Soldaten erschossen, begraben wurden sie auf dem Friedhof von Kröligkeim.
1936 begann der Reichsarbeitsdienst den Fluss Guber zu regulieren, da dieser regelmäßig seine Dämme brechen ließ und sich dann über die Felder ergoss. Auf Grund des Zweiten Weltkrieges konnten die Arbeiten nicht beendet werden. Am 26. Januar 1945 flüchteten die Bewohner vor der anrückenden Roten Armee. Als Folge des Zweiten Weltkrieges wurde das Dorf Teil der Volksrepublik Polen. 1970 wurden 234 Einwohner im Dorf gezählt. 1973 wurde Krelikiejmy Schulzenamt der Gemeinde Skandawa. Heute bildet das Dorf ein Schulzenamt (sołectwo) in der Gemeinde Barciany.

### Einwohnerzahlen
| Jahr | Anzahl |
| ---- | ------ |
| 1910 | 358    |
| 1933 | 567    |
| 1939 | 798    |
| 2011 | 116    |

### Amtsbezirk Kröligkeim (1932–1945)
Der 1874 errichtete Amtsbezirk Sillginnen (polnisch Silginy) wurde am 6. März 1932 in „Amtsbezirk Kröligkeim“ umbenannt. Er gehörte zum Kreis Gerdauen im Regierungsbezirk Königsberg innerhalb der preußischen Provinz Ostpreußen und umfasste Zeit seines Bestehens lediglich die Gemeinde Kröligkeim.

## Kirche
Kröligkeim mit seinem Vorwerk Angelika (polnisch Anielin) war bis 1945 in die evangelische Kirche Löwenstein (polnisch Lwowiec) in der Kirchenprovinz Ostpreußen der Kirche der Altpreußischen Union sowie in die katholische Kirche St. Bruno in Insterburg (russisch Tschernjachowsk) im damaligen Bistum Ermland eingepfarrt. Heute gehört Krelikiejmy zur katholischen Pfarrei Lwowiec im jetzigen Erzbistum Ermland sowie zur evangelischen Kirchengemeinde in Barciany, einer Filialgemeinde der Johanneskirche in Kętrzyn in der Diözese Masuren der Evangelisch-Augsburgischen Kirche in Polen.

## Verkehr
Krelikiejmy liegt an einer Nebenstraße, die von Kotki (deutsch Krausen) an der Woiwodschaftsstraße 591 (einstige deutsche Reichsstraße 141) über Skandawa (Skandau) nach Prosna (Prassen) führt. Eine Bahnverbindung gibt es im etwa zehn Kilometer südlich gelegenen Korsze.
Der nächste internationale Flughafen ist der Flughafen Kaliningrad etwa 80 Kilometer nördlich auf russischem Staatsgebiet. Der Lech-Wałęsa-Flughafen Danzig ist der nächste internationale Flughafen auf polnischem Staatsgebiet. Er liegt etwa 180 Kilometer westlich von Krelikiejmy.

## Aus dem Ort gebürtig
- Wilhelm Nieswandt (* 6. Januar 1898 in Kröligkeim), deutscher Unternehmer und Politiker (SPD), 1956 bis 1969 Oberbürgermeister der Stadt Essen († 1978)